# Формей, Иоганн Генрих Самуэль
Иоганн Генрих Самуэль Формей (13 мая 1711, Берлин — 8 августа 1797, Берлин) — немецкий писатель, философ.
Сын французского протестанта, бежавшего в Германию; был пастором в Берлине, профессором философии в Берлинской французской коллегии и непременным секретарем Берлинской академии наук. Почётный член Санкт-Петербургской Академии наук c 16 июня 1748 года.

## Главные сочинения
- «Memoires pour servir à l’histoire et au droit publique de la Pologne» (Гага, 1741);
- «La helle Wolfienne» (Гага, 1741—53 — общедоступное изложение философии Вольфа);
- «Bibliotheque critique ou mémoires p. servir à l’histoire littéraire ancienne et moderne» (В., 1746);
- «Mélanges philosophiques» (Лейден, 1754)[7];
- «L’Emile chrétien» (опровержение «Эмиля» Руссо, 1764); русский перевод «Анти-Эмиль или опровержение Руссова образа воспитания и мыслей» (М., 1797);
- «Souvenirs d’un citoyen» (1789);
- «Frédéric le Grand, Voltaire, J.-J. Rousseau et d’Alembert» (1789);
- «Histoire de l’Académie des sciences de Berlin» (1750);
- «Eloges des academiciens de Berlin et autres savants» (1757)[8].